# Стаффорд (округ, Канзас)
Шаблон:StateAbbr_ 38°04′00″ пн. ш. 98°43′00″ зх. д. / 38.0667° пн. ш. 98.7167° зх. д.
Округ Стаффорд (англ. Stafford County) — округ (графство) у штаті Канзас, США. Ідентифікатор округу 20185.

## Історія
Округ утворений 1873 року.

## Демографія
За даними перепису 
2000 року 
загальне населення округу становило 4789 осіб, усе сільське.
Серед мешканців округу чоловіків було 2336, а жінок — 2453. В окрузі було 2010 домогосподарств, 1295 родин, які мешкали в 2458 будинках.
Середній розмір родини становив 2,99.
Віковий розподіл населення поданий у таблиці:
| Стать    | До 15 років | 15-21 | 22-29 | 30-39 | 40-49 | 50-65 | 65-85 | Понад 85 |
| -------- | ----------- | ----- | ----- | ----- | ----- | ----- | ----- | -------- |
| Чоловіки | 517         | 238   | 134   | 294   | 385   | 365   | 362   | 41       |
| Жінки    | 497         | 177   | 151   | 308   | 346   | 362   | 486   | 126      |

## Суміжні округи
- Бартон — північ
- Райс — північний схід
- Ріно — схід
- Претт — південь
- Едвардс — захід
- Поні — захід

## Виноски
1. ↑  U.S. Decennial Census. United States Census Bureau. Архів оригіналу за 12 травня 2015. Процитовано 29 липня 2014.
2. ↑  Historical Census Browser. University of Virginia Library. Архів оригіналу за 11 серпня 2012. Процитовано 29 липня 2014.
3. ↑  Population of Counties by Decennial Census: 1900 to 1990. United States Census Bureau. Архів оригіналу за 5 червня 2019. Процитовано 29 липня 2014.
4. ↑  Census 2000 PHC-T-4. Ranking Tables for Counties: 1990 and 2000 (PDF). United States Census Bureau. Архів оригіналу (PDF) за 18 грудня 2014. Процитовано 29 липня 2014.
5. ↑  State & County QuickFacts. United States Census Bureau. Архів оригіналу за 20 липня 2011. Процитовано 29 липня 2014.(англ.) Наведено за англійською вікіпедією.
6. ↑  American FactFinder. Бюро перепису населення США. Архів оригіналу за 26 лютого 2012. Процитовано 31 січня 2008. [Архівовано 2008-05-21 у Wayback Machine.]

| США | Це незавершена стаття з географії США. Ви можете допомогти проєкту, виправивши або дописавши її. |